# Arnoldus van Veggel
Arnoldus van Veggel (Alem, gedoopt 11 januari 1809 - 's-Hertogenbosch, 2 december 1876) was een Nederlands architect die vooral van belang is vanwege de door hem ontworpen zogenaamde waterstaatskerken.
Arnoldus begon zijn loopbaan als timmerman. Tijdens de eerste helft van de 19e eeuw moesten er veel kerken worden gebouwd, zowel katholieke als protestantse. Dit kwam door de totstandkoming van godsdienstvrijheid op het einde van de 18e eeuw. Deze kerken werden gebouwd onder supervisie van de overheid en werden niet altijd ontworpen door echte architecten maar ook door timmerlieden en civiel ingenieurs. Bij de bouw van een dergelijke kerk in Helvoirt fungeerde Van Veggel als opzichter waarna hij zich als architect verdienstelijk ging maken.
Hij ontwikkelde zich tot een van de meest vooraanstaande architecten van waterstaatskerken. Deze werden aanvankelijk vooral in neoclassicistische bouwstijl ontworpen. In een latere fase werd de stijl ook beïnvloed door de uit Engeland afkomstige zogenaamde Vroege neogotiek, in Nederland ook Willem II-gotiek genoemd. Het is een dergelijke bouwstijl waarvan Arnoldus van Veggel een pionier was. Ook zijn belangrijkste profane werk, het landhuis De Schaffelaar te Barneveld, is in deze stijl. 

## Werken
- Sint-Jacobskerk te 's-Hertogenbosch (1842-1846), met achtkante koepel. Gesloopt in 1905
- Sint-Servatiuskerk te Erp (1843-1844), in neoclassicistische stijl
- Onze Lieve Vrouwe Presentatiekerk te Aarle-Rixtel (1844-1846), in neoclassicistische stijl, waarschijnlijk werk van Van Veggel
- Waalse kerk te 's-Hertogenbosch (1847), in vroege neogotiek. Tegenwoordig Evangelisch-Lutherse kerk
- Raadhuis te Boekel (1847). In 1930 afgebroken.
- Hervormde kerk te Helmond (1847-1848), in vroege neogotiek, sinds 1963 een kantoor
- Raadhuis te Udenhout (1849-1850), met vroeg-neogotische ornamenten
- Landgoed Schaffelaar te Barneveld (1852-1853), landhuis in neogotische stijl
- Redemptoristenklooster te 's-Hertogenbosch (1854-1855), een klooster in neoclassicistische stijl met vroeg-neogotische details
- Sint-Josephkerk te 's-Hertogenbosch (1857-1859), in neogotische stijl. Van 1948-1949 werd de gevel vereenvoudigd. Tegenwoordig een evenementenlocatie
- Sint-Hubertuskerk te Alem, in neogotische stijl

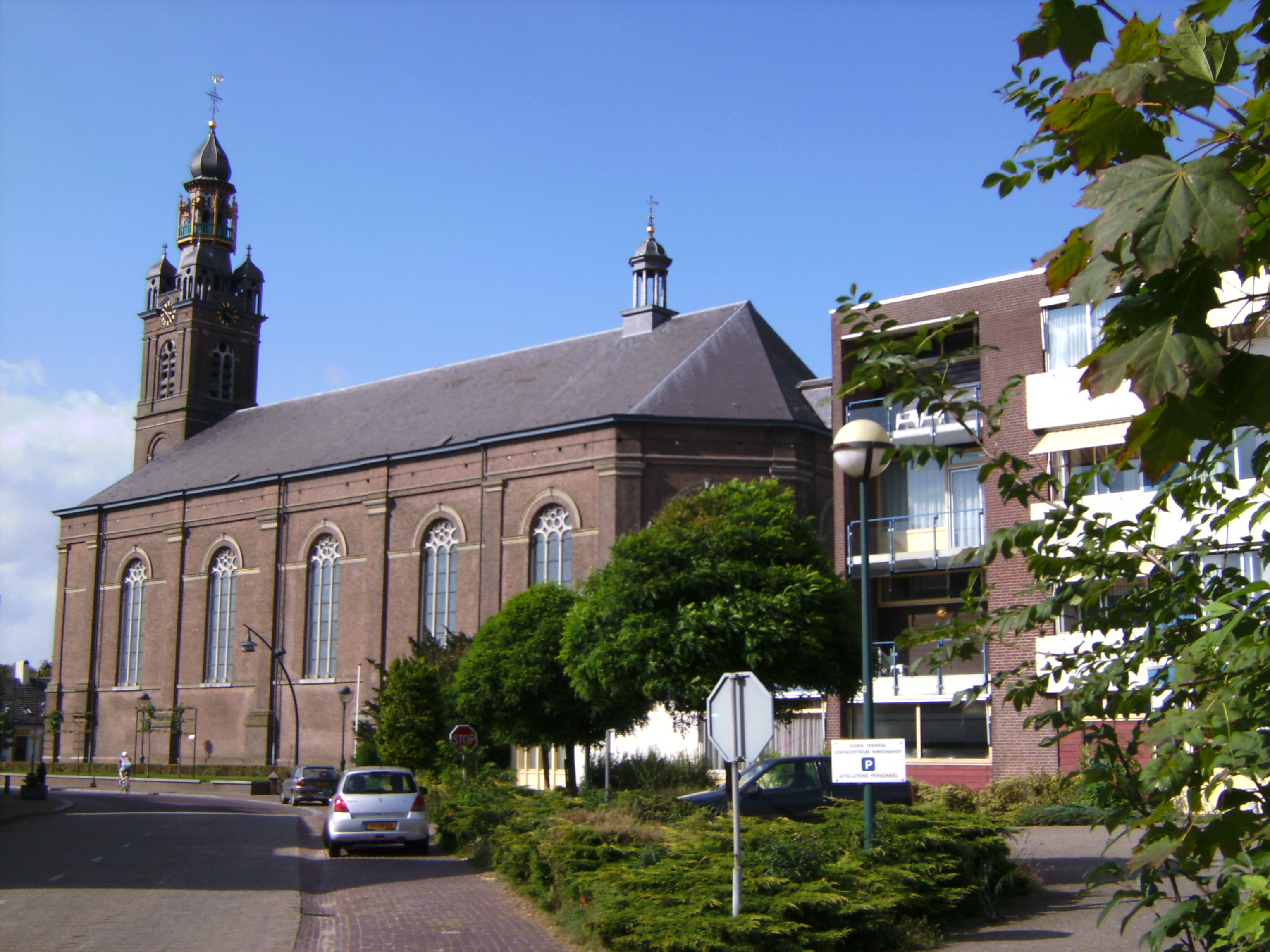
Sint-Servatiuskerk te Erp
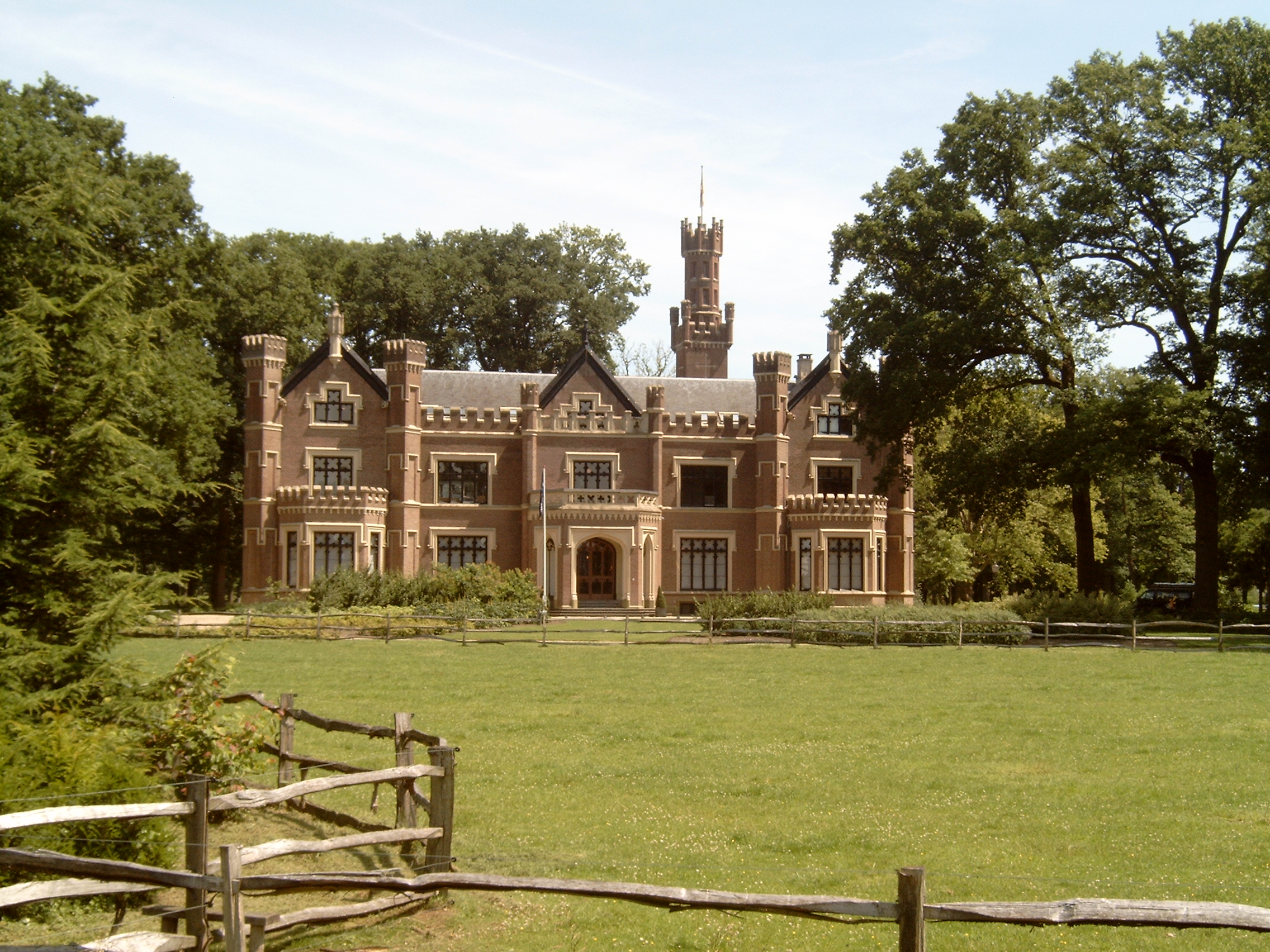
Landhuis "De Schaffelaar" te Barneveld
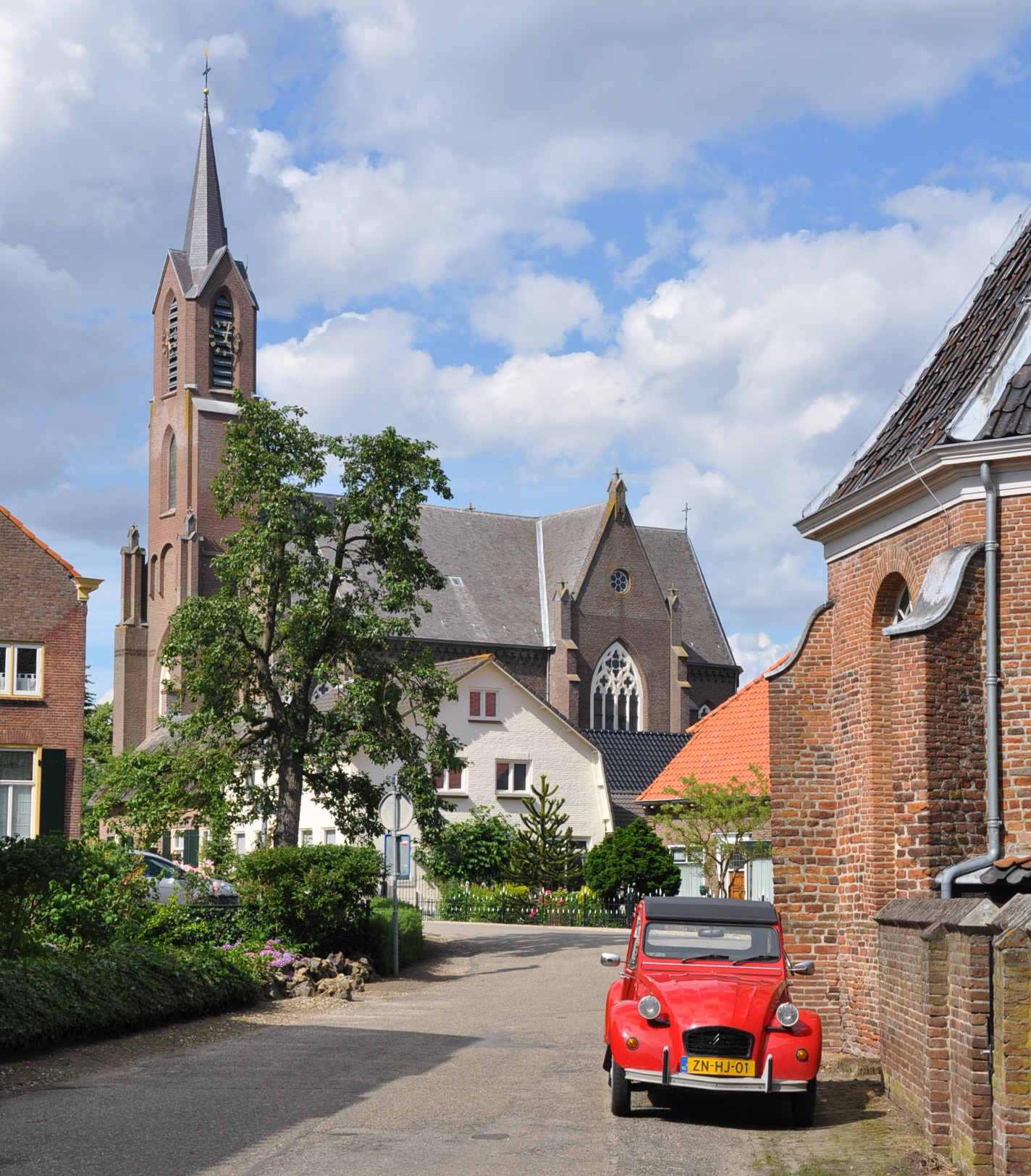
Sint Hubertuskerk, Alem